# Refuge Albert-Ier
De refuge Albert-Ier (refuge Albert-Premier; Refuge Albert-Ier) is een berghut gelegen in het Mont Blancmassief in Frankrijk in het departement Haute-Savoie op een hoogte van 2706m.

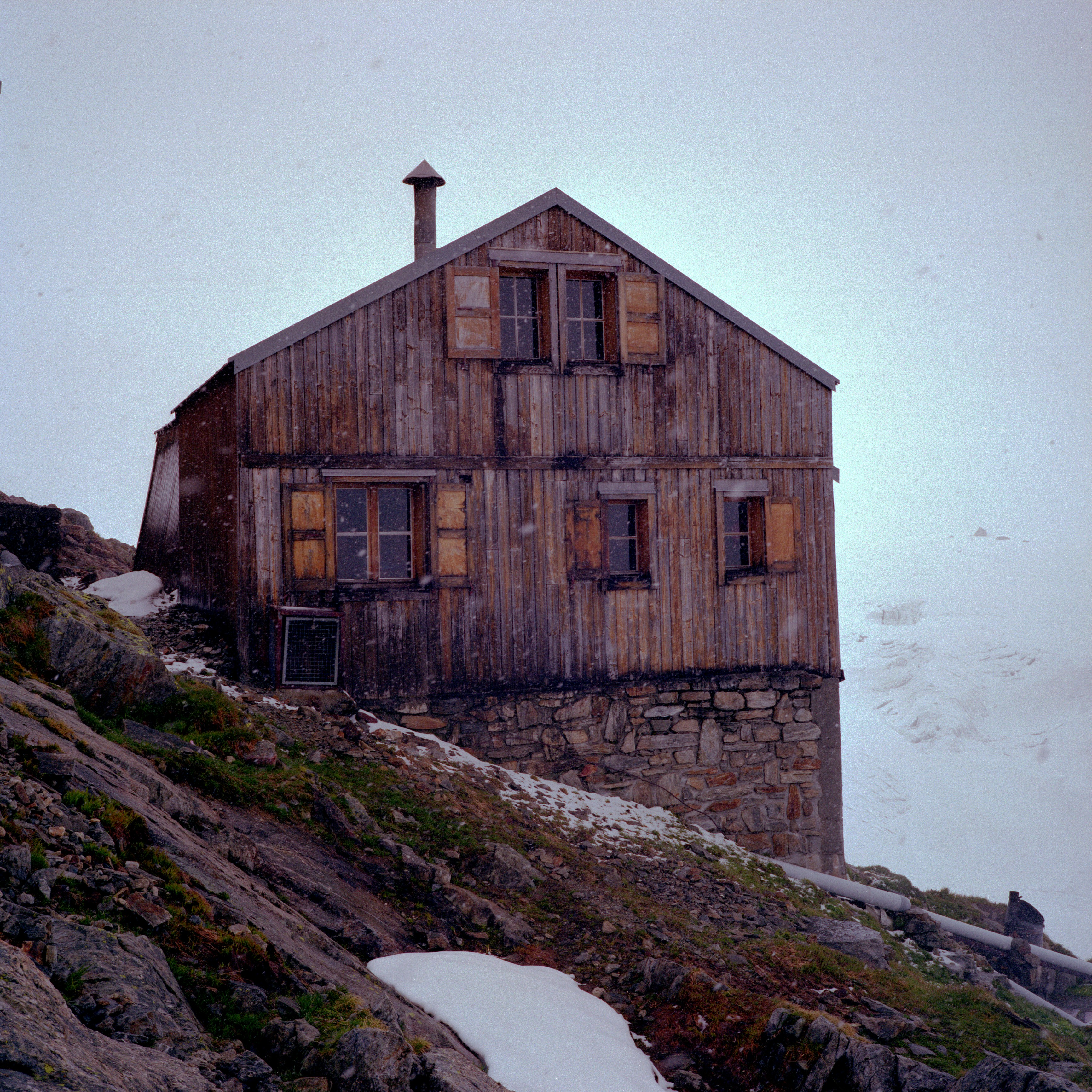
De voormalige hut

## Geschiedenis
Op 30 augustus 1930 opende koning Albert I van België, zelf een fervent alpinist, een eerste hut die zijn naam draagt. Deze oorspronkelijke hut was gebouwd uit hout en golfplaten en werd al in 1935 uitgebreid tot 48 slaapplaatsen.
In 1959 werd er naast de oorspronkelijk hut een nieuwe hut gebouwd, ditmaal uit steen. Doordat de hut frequent werd aangedaan door alpinisten en bergwandelaars drong een nieuwe uitbreiding zich op op het einde van de 20ste eeuw. De renovatiewerken waarbij onder meer een nieuw dak gelegd werd en een nieuw verdiep toegevoegd, werden beëindigd in 2014.